# Real Madrid (Frauenfußball)
Real Madrid Femenino ist die Frauenfußballabteilung des spanischen Sportvereins Real Madrid. Die Sparte wurde am 1. Juli 2020 gegründet. Die erste Mannschaft bestreitet die Primera División.

## Geschichte

### 2014–2020: CD Tacón
Die Ursprünge der Frauenabteilung von Real Madrid gehen auf den Madrider Verein CD Tacón und insbesondere auf seine Präsidentin Ana Rossell zurück. Die ehemalige Fußballspielerin und spätere Juristin, Unternehmerin und Fußballfunktionärin setzte sich schon in jungen Jahren für die Schaffung einer Frauenfußballsektion bei den Königlichen ein, so kontaktierte das damals 17-jährige Vereinsmitglied von Real Madrid 1997 diesbezüglich den amtierenden Präsidenten Lorenzo Sanz, erhielt jedoch eine negative Antwort. Auch bei den in den Jahren 2000 bzw. 2006 gewählten Nachfolgern Florentino Pérez und Ramón Calderón hatte sie zunächst keinen Erfolg, als Absagegrund führte der Verein vornehmlich wirtschaftliche Gründe an. Im Jahr 2014 schuf Ana Rossell in Madrid den Frauenfußballverein CD Tacón, der sich zunächst nur dem Juniorinnenbereich widmete, ab 2016 jedoch auch mit der ersten Mannschaft in der Segunda División vertreten war. Die ebenfalls von ihr ins Leben gerufene Fußballakademie AR10 Soccer Talent veranstaltete am 8. Mai 2016 zusammen mit einem der größten Fanklubs Real Madrids, Primavera Blanca, eine Tagung die auch von Persönlichkeiten des spanischen Frauenfußballs wie Vero Boquete oder Mar Prieto unterstützt wurde und die mit der Veröffentlichung eines Manifests zur Schaffung einer Frauenfußballsektion bei den Königlichen endete. Die Veranstaltung fand auch in der spanischen Presse Resonanz.
Die erste Mannschaft von CD Tacón konnte indes von Beginn an um den Aufstieg in die Primera División kämpfen. Nachdem dieses Ziel 2016/17 und 2017/18 jeweils knapp verpasst wurde, gelang dem Team 2018/19 durch Siege im abschließenden Play-off gegen Saragossa CFF und Santa Teresa CD die Qualifikation für die höchsten nationale Liga. Am 25. Juni 2019 verkündete Real Madrid schließlich die Absicht eine Frauenfußballsektion zu gründen. Hierfür wurde zunächst ein Abkommen mit CD Tacón geschlossen, wonach letztere die Saison 2019/20 der Primera División noch als eigenständiger Verein, jedoch mit finanzieller Unterstützung von Real Madrid absolvierten. Zudem durfte CD Tacón in der Ciudad Real Madrid trainieren sowie seine Heimspiele bestreiten. In jener Saison wurden bereits mehrere namhafte Spielerinnen verpflichtet, darunter die Schwedinnen Kosovare Asllani und Sofia Jakobsson, die Britin Chioma Ubogagu, die Brasilianerinnen Thaisa und Daiane oder die Deutsche Babett Peter.

### Seit 2020: Einstieg Real Madrids

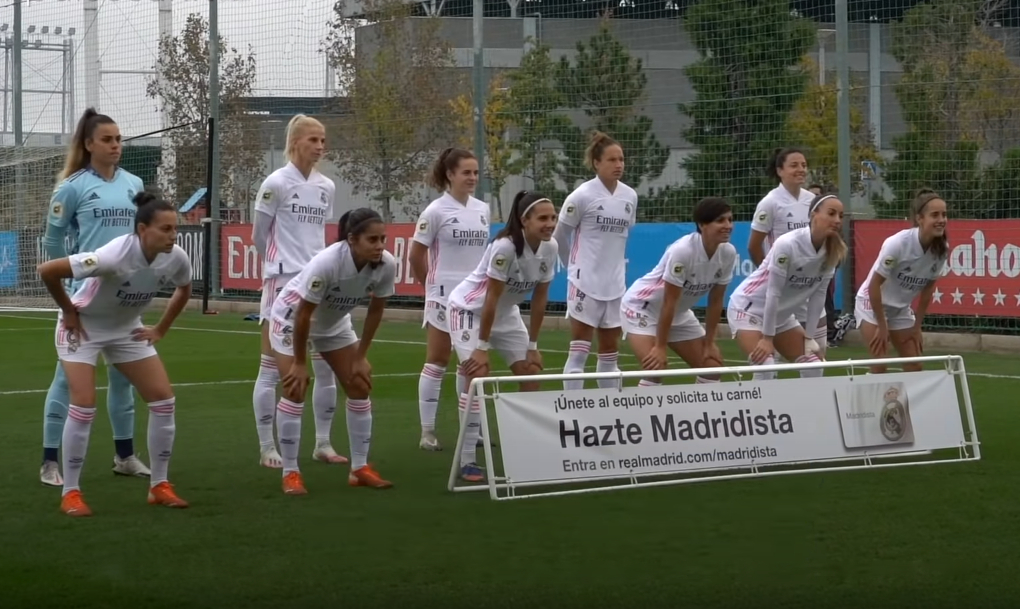
Real Madrid Frauenmannschaft im Januar 2021

Am 15. September 2019 gab die Delegiertenversammlung von Real Madrid mit 810 von 894 Stimmen grünes Licht für die Inkorporierung von CD Tacón. Der offizielle Einstieg Real Madrids in den Frauenfußball erfolgte demnach am 1. Juli 2020.
Zur Saison 2020/21 verstärkte sich die Mannschaft zum einen mit den jungen spanischen Talenten Olga Carmona, Misa Rodríguez, Teresa Abelleira und Maite Oroz, zum anderen wurden auch routinierte Spielerinnen der Primera División verpflichtet, wie Ivana Andrés, Marta Corredera, Marta Cardona und Kenti Robles. Trainer David Aznar schaffte es eine kompakte Mannschaft zu formen die zwar nicht mit dem in jener Spielzeit überlegenen FC Barcelona mithalten konnte, jedoch auf Anhieb um die Startplätze für die UEFA Women’s Champions League kämpfte. Im Laufe des Wettbewerbes entwickelte sich ein spannendes Duell mit UD Levante um den zweiten Platz, in dem sich Real Madrid letztlich durchsetzen konnte. Damit gelang der Mannschaft in ihrer ersten Saison als Real Madrids Frauensektion die Qualifikation für die zweite Runde der Champions League 2021/22. In der Copa de la Reina scheiterte Real Madrid in jener Spielzeit im Viertelfinale nach Verlängerung am Lokalrivalen Madrid CFF.
In der zweiten Runde der Qualifikation zur Champions League 2021/22 bezwang Real Madrid überraschend den englischen Vizemeister Manchester City mit 2:1 nach Hin- und Rückspiel und zog damit in die Gruppenphase des kontinentalen Wettbewerbs ein. Hier verlor die Mannschaft zwar beide Spiele gegen den Favoriten Paris Saint-Germain, konnte sich jedoch in allen restlichen Duellen gegen Schytlobud-1 Charkiw und Breiðablik Kópavogur durchsetzen und erreichte als Gruppenzweiter das Viertelfinale. In der Runde der letzten Acht scheiterte Real Madrid mit 3:8 nach Hin- und Rückspiel am FC Barcelona. In der Meisterschaft hatte die Mannschaft zu Beginn mit schlechten Resultaten zu kämpfen. In den ersten sieben Spieltagen holte Real Madrid nur vier Punkte und war lange Zeit weit von den Champions League Startplätzen entfernt. Ende November trennte sich der Klub von Cheftrainer David Aznar und verpflichtete stattdessen Alberto Toril. Unter seiner Führung startete Real Madrid eine Aufholjagd, gewann 15 der letzten 19 Spiele und sicherte sich noch den dritten Platz in der Abschlusstabelle, der den Klub für die erste Runde der Champions League qualifizierte. Sowohl in der Copa de la Reina als auch im Supercup scheiterte Real Madrid jeweils im Halbfinale am späteren Sieger FC Barcelona.
In der Vorbereitung zur Spielzeit 2022/23 verstärkte sich der Klub unter anderem mit der Schottin Caroline Weir und der französischen Nationalspielerin Sandie Toletti, hingegen wurden die Verträge von Publikumsliebling Kosovare Asllani und Marta Cardona, ebenfalls eine wichtige Stütze der Mannschaft, nicht verlängert. Als Drittplatzierter der vergangenen Meisterschaft musste Real Madrid bereits in der Mitte August startenden ersten Runde der Qualifikation zur Champions League antreten. Nach einem ungefährdeten Sieg gegen Sturm Graz trafen die Madrileninnen hier abermals auf Manchester City. Wie schon im Jahr davor konnte Real Madrid als Außenseiter den Drittplatzierten der englischen Meisterschaft ausschalten und rückte in die zweite Runde der Qualifikation vor, wo man wiederum ungefährdete Siege im Hin- und Rückspiel gegen Rosenborg Trondheim feiern konnte, um erneut in die Gruppenphase der Champions League einzuziehen. Hier hatte Real Madrid diesmal kein Losglück und traf in einer der nominell bestbesetzten Gruppen unter anderem auf den FC Chelsea und Paris Saint Germain. Die Spanierinnen konnten ihre Spiele auch gegen die höher eingestuften Teams offen gestalten und scheiterten letzten Endes als Drittplatzierter mit nur zwei Punkten Rückstand auf PSG. In der spanischen Meisterschaft konnte Real Madrid zwar den FC Barcelona erneut nicht gefährden, gestaltete die Liga jedoch deutlich offener als noch in den Jahren zuvor und beendete den Wettbewerb als Zweitplatzierter mit neun Punkten Vorsprung auf den Dritten UD Levante. Unumstrittener Star der Mannschaft war Caroline Weir die es, obwohl sie im offensiven Mittelfeld und nicht im Angriff spielte, Wettbewerbsübergreifend auf 28 Tore und 18 Vorlagen brachte. Die an und für sich erfolgreiche Saison von Real Madrid wurde durch eine Enttäuschung im spanischen Pokal getrübt. Die Mannschaft erreichte das Endspiel gegen den Stadtrivalen Atlético und galt diesmal als Favorit auf den Sieg. Die Möglichkeit den ersten Titel der Vereinsgeschichte im Frauenfußball zu gewinnen, verspielte Real Madrid trotz 2:0-Führung durch zwei späte Gegentore in der 88. und 96. Minute der regulären Spielzeit sowie einer 1:3-Niederlage im Elfmeterschießen.

## Spiel- und Trainingsstätten

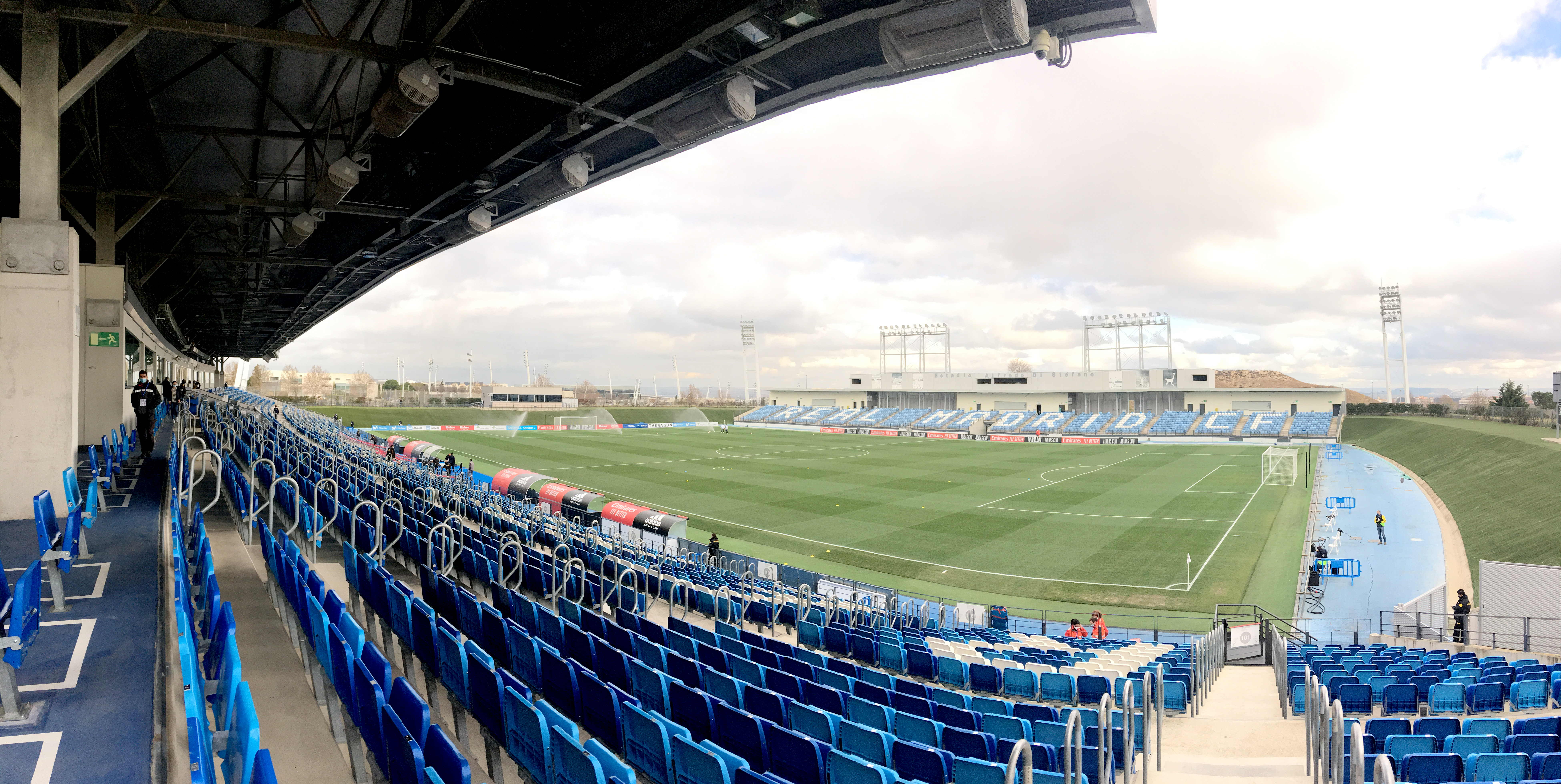
Das Estadio Alfredo Di Stéfano am 22. Dezember 2021 vor einem Meisterschaftsspiel der Frauenmannschaft gegen Sporting Huelva.

Real Madrids Frauenmannschaften verfügen in der Ciudad Real Madrid, dem Trainingsgelände des Vereins, über zwei Fußballfelder, dem Campo 10 und dem Campo 11, sowie auch über eigene Umkleide und Fitnessräumlichkeiten. Als Wettbewerbsstadion für die erste Mannschaft diente in der Saison 2020/21, in der aufgrund der COVID-19-Pandemie keine Zuschauer erlaubt waren, das Campo 11. Am 31. August 2021 feierte die Frauenmannschaft im Zuge der Qualifikation zur Gruppenphase der UEFA Women’s Champions League ihr Debüt im 6000 Zuschauer fassenden Estadio Alfredo Di Stéfano, welches seither als Wettbewerbsstätte für die erste Mannschaft dient.

## Rivalitäten

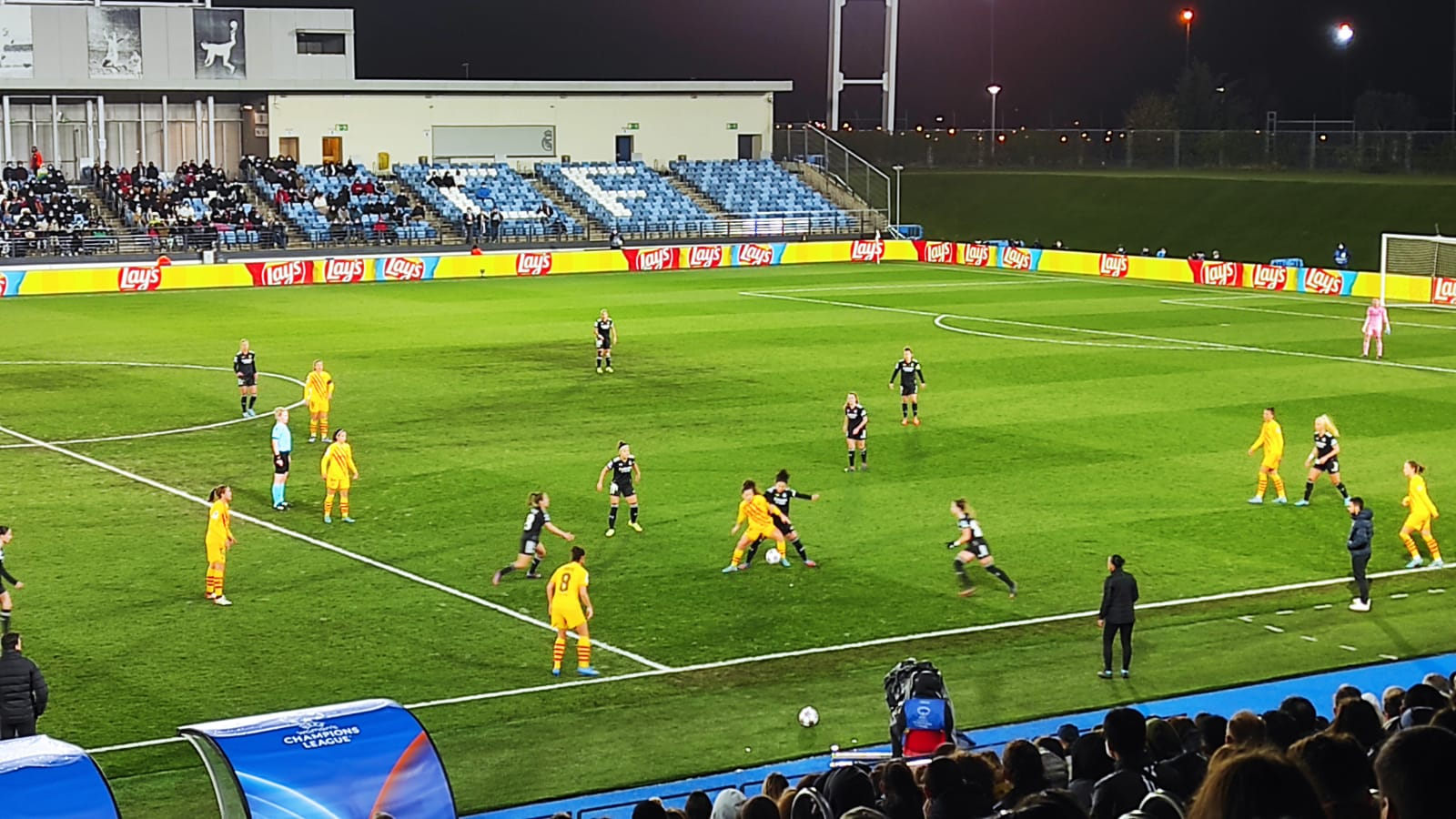
Clásico zwischen Real Madrid und Barcelona im März 2022.

Ebenso wie bei der Herrenmannschaft ist auch bei den Frauen das Duell mit dem Erzrivalen FC Barcelona, bekannt als El Clásico, von großer Rivalität geprägt. Während Real Madrid jedoch erst 2020 in den Frauenfußball einstieg, zählt die erste Mannschaft des FC Barcelona seit den 2010er-Jahren zu den erfolgreichsten Spaniens und so gestaltete sich das Duell zwischen den beiden Mannschaft lange wenig ausgeglichen. Nach 18 Pflichtspielniederlagen in Folge, gelang Real Madrids Frauen erst am 23. März 2025, durch ein 1:3 in der Rückrunde der Liga F im Olympiastadion Barcelona der erste Sieg gegen den Erzrivalen.
Das Aufeinandertreffen zwischen den Stadtrivalen Real Madrid und Atlético Madrid ist bei den Herren als Derbi madrileño bekannt und auch bei den Frauen vielbeachtet. Zwar kann Atlético bei den Damen auf eine wesentlich längere Geschichte und zahlreiche Erfolge zurückblicken, doch bereits in der Debütsaison konnte sich Real Madrid am 14. März 2021 im Rückspiel der Meisterschaft mit einem 0:1-Auswärtssieg erstmals gegen den Stadtrivalen durchsetzen und beendete darüber hinaus die spanische Liga 2020/21 als Vizemeister elf Punkte vor den Rojiblancas.
Eine weitere Rivalität verbindet Real Madrid mit dem Frauenfußballklub Madrid CFF. Zwar wurde zweiterer vom Optik-Unternehmer Alfredo Ulloa, einem Vereinsmitglied von Real Madrid, gegründet und lehnt sich in den Vereinsfarben bewusst an die Königlichen an, doch lieferte sich die Mannschaft bereits mit CD Tacón hitzige Duelle und die Rivalität übertrug sich schließlich nach der Übernahme letzterer auch auf Real Madrids Frauensektion.

## Personal

### Mannschaftskader 2025/26

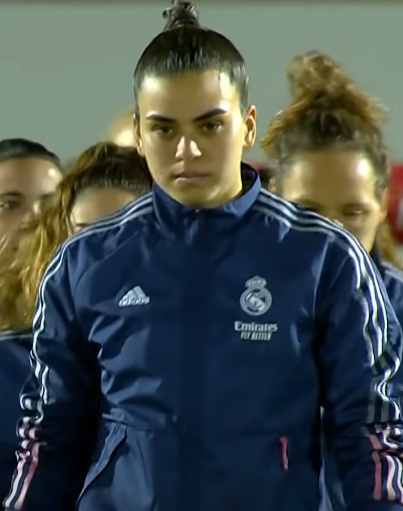
Misa Rodríguez ist seit 2025 Kapitänin der Mannschaft

Stand: 30. Juni 2025
| Nr.        | Nat.        | Name                 | Geburtstag       | im Verein seit | Vertrag bis | letzter Verein      |
| Tor        | Tor         | Tor                  | Tor              | Tor            | Tor         | Tor                 |
| ---------- | ----------- | -------------------- | ---------------- | -------------- | ----------- | ------------------- |
| 01         | Spanien     | Misa Rodríguez       | 22. Juli 1999    | 2020           | 2026        | Deportivo La Coruña |
| 13         | Deutschland | Merle Frohms         | 28. Januar 1995  | 2025           | 2028        | VfL Wolfsburg       |
| Abwehr     |             |                      |                  |                |             |                     |
| 02         | Brasilien   | Antônia              | 26. April 1994   | 2024           |             | UD Levante          |
| 04         | Spanien     | Rocío Gálvez         | 15. April 1997   | 2021           | 2026        | UD Levante          |
| 12         | Brasilien   | Yasmim               | 28. Oktober 1996 | 2025           |             | SC Corinthians      |
| 14         | Spanien     | María Méndez         | 10. April 2001   | 2024           |             | UD Levante          |
| 15         | Spanien     | Sheila García        | 15. März 1997    | 2024           |             | Atlético Madrid     |
| 21         | Danemark    | Sara Holmgaard       | 28. Januar 1999  | 2025           | 2027        | FC Everton          |
| 22         | Schweden    | Bella Andersson      | 12. Juli 2006    | 2025           | 2029        | Hammarby IF         |
| 23         | Frankreich  | Maëlle Lakrar        | 27. Mai 2000     | 2024           | 2026        | HSC Montpellier     |
| Mittelfeld |             |                      |                  |                |             |                     |
| 03         | Spanien     | Teresa Abelleira     | 9. Januar 2000   | 2020           | 2026        | Deportivo La Coruña |
| 06         | Frankreich  | Sandie Toletti       | 13. Juli 1995    | 2022           | 2027        | UD Levante          |
| 08         | Deutschland | Sara Däbritz         | 15. Februar 1995 | 2025           | 2027        | Olympique Lyon      |
| 10         | Schottland  | Caroline Weir        | 20. Juni 1995    | 2022           | 2026        | Manchester City     |
| 16         | Schweden    | Filippa Angeldahl    | 14. Juli 1997    | 2024           |             | Manchester City     |
| 17         | Schweden    | Hanna Bennison       | 16. Oktober 2002 | 2025           | 2028        | Juventus Turin      |
| Sturm      |             |                      |                  |                |             |                     |
| 05         | Spanien     | Paula Comendador     | 12. Januar 2007  | 2021           | 2027        | Real Madrid B       |
| 07         | Spanien     | Athenea del Castillo | 24. Oktober 2000 | 2021           | 2028        | Deportivo La Coruña |
| 09         | Danemark    | Signe Bruun          | 6. April 1998    | 2023           | 2027        | Olympique Lyon      |
| 11         | Spanien     | Alba Redondo         | 27. August 1996  | 2024           | 2027        | UD Levante          |
| 18         | Kolumbien   | Linda Caicedo        | 22. Februar 2005 | 2023           | 2027        | Deportivo Cali      |
| 19         | Spanien     | Eva Navarro          | 27. Januar 2001  | 2024           | 2028        | Atlético Madrid     |
| 20         | Frankreich  | Naomie Feller        | 6. November 2001 | 2022           | 2026        | Stade Reims         |

#### Kaderveränderungen in der Saison 2025/26
| Zugänge          | Zugänge           |
| Spieler          | Abgebender Verein |
| Sommerpause 2025 | Sommerpause 2025  |
| ---------------- | ----------------- |
| Bella Andersson  | Hammarby IF       |
| Hanna Bennison   | Juventus Turin    |
| Sara Däbritz     | Olympique Lyon    |
| Merle Frohms     | VfL Wolfsburg     |
| Sara Holmgaard   | FC Everton        |

| Abgänge          | Abgänge                |
| Spieler          | Aufnehmender Verein    |
| Sommerpause 2025 | Sommerpause 2025       |
| ---------------- | ---------------------- |
| Carla Camacho    | Brighton & Hove Albion |
| Olga Carmona     | Paris Saint-Germain    |
| Mylène Chavas    | Paris FC               |
| Melanie Leupolz  | Karriereende           |
| Caroline Møller  |                        |

#### Trainer- und Betreuerstab
| Name                        | Funktion          |
| --------------------------- | ----------------- |
| Pau Quesada                 | Cheftrainer       |
| Antonio Rodríguez           | Co-trainer        |
| Pablo de Lucas              | Assistenztrainer  |
| Óscar Gaspar                | Torwarttrainer    |
| Antonio Caballero           | Fitnesstrainer    |
| Jairo Huerta                | Fitnesstrainer    |
| Eugenio Buza                | Rehatrainer       |
| Noelia Morales              | Delegierte        |
| Iván Calleja                | Teamarzt          |
| Mara Aldasoro               | Physiotherapeutin |
| Artur Jorge Lopes Ovelheiro | Physiotherapeut   |

### Spielerinnen mit den meisten Einsätzen und Toren
Die folgenden Tabellen enthalten alle Pflichtspiele für Real Madrid, neben den Ligabegegnungen sind auch Einsätze in nationalen und internationalen Pokalbewerben angegeben (Stand: Saisonende 2024/25).
| Name              | Name                 | Zeitraum  | Spiele |
| ----------------- | -------------------- | --------- | ------ |
| 01                | Olga Carmona         | 2020–2025 | 186    |
| 02                | Misa Rodríguez       | 2020–0000 | 183    |
| 03                | Teresa Abelleira     | 2020–0000 | 170    |
| 04                | Athenea del Castillo | 2021–0000 | 168    |
| 05                | Maite Oroz           | 2020–2024 | 146    |
| fett = noch aktiv |                      |           |        |

| Name              | Name                 | Zeitraum  | Tore |
| ----------------- | -------------------- | --------- | ---- |
| 01                | Caroline Weir        | 2022–0000 | 43   |
| 02                | Esther González      | 2021–2023 | 39   |
| 03                | Athenea del Castillo | 2021–0000 | 34   |
| 04                | Signe Bruun          | 2023–0000 | 32   |
| 05                | Olga Carmona         | 2020–2025 | 28   |
| fett = noch aktiv |                      |           |      |

### Mannschaftskapitäninnen
| Zeitraum  | Kapitänin      |
| --------- | -------------- |
| 2020–2024 | Ivana Andrés   |
| 2024–2025 | Olga Carmona   |
| 2025–     | Misa Rodríguez |

### Trainerhistorie
| Zeitraum  | Trainer       |
| --------- | ------------- |
| 2020–2021 | David Aznar   |
| 2021–2025 | Alberto Toril |
| 2025–     | Pau Quesada   |

## Bekannte ehemalige Spielerinnen
Nationalspielerinnen, die früher bei Real Madrid unter Vertrag standen:
- Ivana Andrés
- Kosovare Asllani
- Marta Cardona
- Olga Carmona
- Mylène Chavas
- Marta Corredera
- Daiane
- Méline Gérard
- Esther González
- Sofia Jakobsson
- Aurélie Kaci
- Melanie Leupolz
- Jessica Martínez
- Caroline Møller
- Maite Oroz
- Babett Peter
- Hayley Raso
- Kenti Robles
- Kathellen Sousa
- Sofie Svava
- Thaisa
- Chioma Ubogagu
- Claudia Zornoza

## Statistiken

### Saisonbilanzen
| Saison  | Liga             | Platz | S  | U | N | Tore  | Punkte | Copa de la Reina | Supercopa de España | UEFA Women’s Champions League | Erfolgreichste Torschützin |
| ------- | ---------------- | ----- | -- | - | - | ----- | ------ | ---------------- | ------------------- | ----------------------------- | -------------------------- |
| 2020/21 | Primera División | 2.    | 23 | 5 | 6 | 75:33 | 74:28  | Viertelfinale    | nicht qualifiziert  | nicht qualifiziert            | Kosovare Asllani (17)      |
| 2021/22 | Primera División | 3.    | 19 | 3 | 8 | 41:31 | 60:30  | Halbfinale       | Halbfinale          | Viertelfinale                 | Esther González (17)       |
| 2022/23 | Primera División | 2.    | 24 | 3 | 3 | 80:25 | 75:15  | Finale           | Halbfinale          | Gruppenphase                  | Caroline Weir (28)         |
| 2023/24 | Primera División | 2.    | 24 | 1 | 5 | 74:33 | 73:17  | Viertelfinale    | Halbfinale          | Gruppenphase                  | Signe Bruun (14)           |
| 2024/25 | Primera División | 2.    | 24 | 4 | 2 | 87:28 | 76:14  | Halbfinale       | Finale              | Viertelfinale                 | Alba Redondo (20)          |

### Europapokalbilanz
| Saison  | Wettbewerb                    | Runde                  | Gegner               | Gesamt | Hin     | Rück    |
| ------- | ----------------------------- | ---------------------- | -------------------- | ------ | ------- | ------- |
| 2021/22 | UEFA Women’s Champions League | 2. Qualifikationsrunde | Manchester City      | 2:1    | 1:1 (H) | 1:0 (A) |
| 2021/22 | UEFA Women’s Champions League | Gruppenphase           | Schytlobud-1 Charkiw | 4:0    | 1:0 (A) | 3:0 (H) |
| 2021/22 | UEFA Women’s Champions League | Gruppenphase           | Breiðablik Kópavogur | 8:0    | 5:0 (H) | 3:0 (A) |
| 2021/22 | UEFA Women’s Champions League | Gruppenphase           | Paris Saint-Germain  | 0:6    | 0:4 (A) | 0:2 (H) |
| 2021/22 | UEFA Women’s Champions League | Viertelfinale          | FC Barcelona         | 3:8    | 1:3 (H) | 2:5 (A) |
| 2022/23 | UEFA Women’s Champions League | Qualifikation          | Sturm Graz           | 6:0    | 6:0 (H) |         |
| 2022/23 | UEFA Women’s Champions League | Qualifikation          | Manchester City      | 1:0    | 1:0 (H) |         |
| 2022/23 | UEFA Women’s Champions League | Qualifikation          | Rosenborg Trondheim  | 5:1    | 3:0 (A) | 2:1 (H) |
| 2022/23 | UEFA Women’s Champions League | Gruppenphase           | Vllaznia             | 7:1    | 2:0 (A) | 5:1 (H) |
| 2022/23 | UEFA Women’s Champions League | Gruppenphase           | Paris Saint-Germain  | 1:2    | 0:0 (H) | 1:2 (A) |
| 2022/23 | UEFA Women’s Champions League | Gruppenphase           | FC Chelsea           | 1:3    | 0:2 (A) | 1:1 (H) |
| 2023/24 | UEFA Women’s Champions League | 2. Qualifikationsrunde | Vålerenga Oslo       | 5:1    | 2:1 (H) | 3:0 (A) |
| 2023/24 | UEFA Women’s Champions League | Gruppenphase           | Chelsea FC           | 3:4    | 2:2 (H) | 1:2 (A) |
| 2023/24 | UEFA Women’s Champions League | Gruppenphase           | BK Häcken            | 1:3    | 1:2 (A) | 0:1 (H) |
| 2023/24 | UEFA Women’s Champions League | Gruppenphase           | Paris FC             | 1:3    | 1:2 (A) | 0:1 (H) |
| 2024/25 | UEFA Women’s Champions League | 2. Qualifikationsrunde | Sporting Lissabon    | 5:2    | 2:1 (A) | 3:1 (H) |
| 2024/25 | UEFA Women’s Champions League | Gruppenphase           | Chelsea FC           | 3:5    | 2:3 (A) | 1:2 (H) |
| 2024/25 | UEFA Women’s Champions League | Gruppenphase           | Celtic Glasgow       | 7:0    | 4:0 (H) | 3:0 (A) |
| 2024/25 | UEFA Women’s Champions League | Gruppenphase           | FC Twente            | 10:2   | 7:0 (H) | 3:2 (A) |
| 2024/25 | UEFA Women’s Champions League | Viertelfinale          | FC Arsenal           | 2:3    | 2:0 (H) | 0:3 (A) |

Gesamtbilanz: 38 Spiele, 20 Siege, 4 Unentschieden, 14 Niederlagen, 75:45 Tore (Tordifferenz +30)

## Zweite Mannschaft
Im Zuge der Übernahme von CD Tacón im Juli 2020 wurde auch deren ein Jahr zuvor ins Leben gerufene zweite Mannschaft ins sportliche Organigramm Real Madrids inkorporiert. Ihr Debüt feierte das Team in der Saison 2020/21 in der Division Preferente de Fútbol Femenino, der höchsten Spielklasse des Madrider Regionalverbandes. Das Team belegte den ersten Platz und stieg zur Spielzeit 2021/22 in die Primera División Nacional, der damals dritten Spielklasse in Spanien, auf. Auch im darauffolgenden Jahr konnte Real Madrids Reserve ihre Gruppe für sich entscheiden und gelangte somit 2022/23 in die neu geschaffene Segunda Federación. In der Saison 2023/24 setzte sich die zweite Mannschaft der Königlichen in der Gruppe 1 durch und stieg somit in die Primera Federación, der zweiten Spielklasse in spanischen Frauenfußball, auf. B-Mannschaften dürfen gemäß den Regularien des spanischen Verbandes nicht in derselben Liga wie die erste Mannschaft spielen, weshalb ein weiterer Aufstieg fortan nicht möglich ist.

### Kader 2025/26
Stand: 2. Juli 2025
| 13 | Andrea A. Téllez | Spanien |
| 25 | Laia López       | Spanien |

| 02 | Noe Bejarano         | Spanien |
| 03 | Amaya García         | Spanien |
| 15 | Silvia Cristóbal     | Spanien |
| 28 | Claudia de la Cuerda | Spanien |

| 05 | Adriana Folgado     | Spanien |
| 06 | Alicia de la Cuerda | Spanien |
| 08 | Irune Dorado        | Spanien |

| 09 | Bea Vélez            | Spanien |
| 17 | Naiara Sanmartín     | Spanien |
| 21 | Bibiana Casquero     | Spanien |
| 30 | Iris Ashley Santiago | Spanien |

### Saisonergebnisse
| Saison  | Mannschaft    | Spielklasse | Liga                                           | Platz | Spiele | S  | U | N  | Tore   | Punkte | Kommentar    |
| ------- | ------------- | ----------- | ---------------------------------------------- | ----- | ------ | -- | - | -- | ------ | ------ | ------------ |
| 2019/20 | CD TACON B    | 5.          | Primera de Fútbol Femenino – Gruppe 2 (Madrid) | 1.    | 19     | 18 | 1 | 0  | 091:13 | 55:02  | ▲ Aufstieg   |
| 2020/21 | Real Madrid B | 4.          | Preferente de Fútbol Femenino (Madrid)         | 1.    | 20     | 19 | 1 | 0  | 127:11 | 58:02  | ▲ Aufstieg   |
| 2021/22 | Real Madrid B | 3.          | Primera Nacional – Gruppe 5                    | 1.    | 26     | 19 | 4 | 3  | 084:20 | 61:17  | ▲ Aufstieg 1 |
| 2022/23 | Real Madrid B | 3.          | Segunda Federación – Gruppe 1                  | 3.    | 30     | 19 | 6 | 5  | 064:23 | 63:27  |              |
| 2023/24 | Real Madrid B | 3.          | Segunda Federación – Gruppe 1                  | 1.    | 30     | 23 | 4 | 3  | 054:18 | 73:17  | ▲ Aufstieg   |
| 2024/25 | Real Madrid B | 2.          | Primera Federación                             | 7.    | 26     | 11 | 5 | 10 | 038:27 | 38:40  |              |

## Mädchenfußball
Real Madrid verfügt in der Gegenwart über U19- und U16-Mannschaften. Diese bestreiten mit den Spielklassen Preferente de Fútbol Femenino Juvenil (U19) bzw. Preferente de Fútbol Femenino Cadete (U16) die jeweils höchsten Divisionen ihrer Altersklasse. Der erste Erfolg im Jugendbereich gelang der U16, die 2021/22 die Liga für sich entscheiden konnte und den Titel im darauffolgenden Jahr erfolgreich verteidigte. Die A-Jugend von Real Madrid gewann 2022/23 erstmals die Preferente de Fútbol Femenino Juvenil und wiederholte ebenfalls im Folgejahr den Erfolg. Darüber hinaus setzte sich die U19 von Real Madrid im Juni 2024 auch bei der ersten vom Spanischen Verband organisierten gesamtspanischen Vereinsmeisterschaft für Mädchen durch, im Endspiel wurden die Alterskolleginnen des FC Barcelona mit 2:1 bezwungen. Im darauffolgenden Jahr konnten die A-Juniorinnen ihren Titel erfolgreich verteidigen, erneut war der FC Barcelona Endspielgegner und konnte mit 1:0 bezwungen werden.

### Erfolge
Real Madrid U19
- Spanischer Meister (2): 2024, 2025
- Madrider Meister (2): 2022/23, 2023/24

Real Madrid U16
- Madrider Meister (2): 2021/22, 2022/23